# Andrea Ceresola

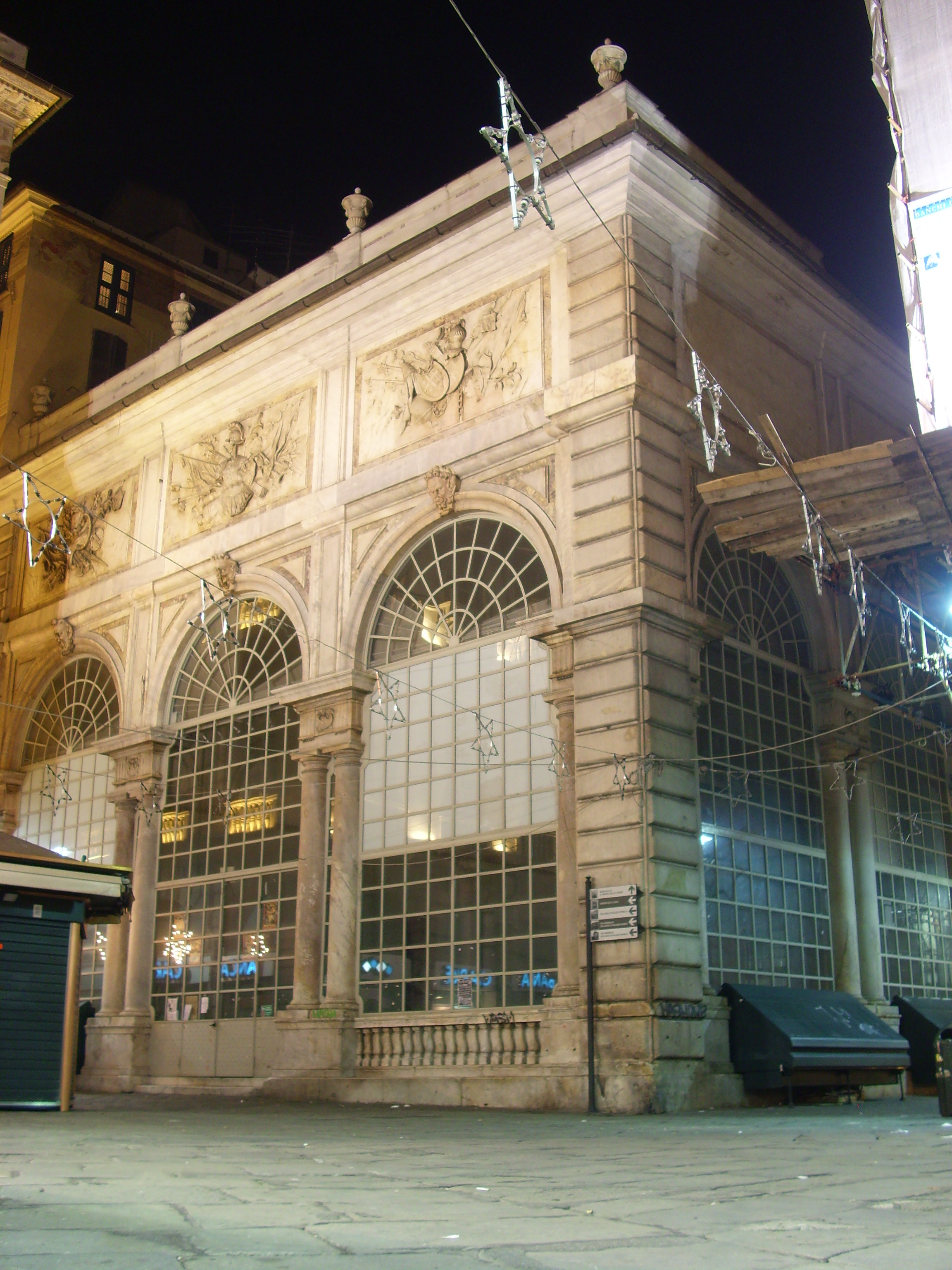
Loggia dei Mercanti (ou Loggia della Mercanzia ou encore Loggia di San Pietro in Banchi), piazza Bachi, Gênes.

Andrea Ceresola dit Il Vannone né à Lanzo d'Intelvi est un architecte maniériste italien qui fut actif de 1575 à 1619.

## Biographie
Andrea Ceresola fut particulièrement actif à Gênes où il s'occupa du Palazzo Ducale et d'autres édifices comme le Palazzo alla Marina anciennement Palazzo Doria de Pegli et de la Villa Saluzzo Bombrini.
Il élabora le projet de la loge de Palazzo Nuovo di Bergamo, siège de l'actuelle Bibliothèque Angelo Mai en s'inspirant de celui de la Villa Saluzzo Bombrini de Gênes.

## Œuvres
- La Loggia dei Mercanti (ou Loggia della Mercanzia ou Loggia di San Pietro in Banchi), piazza Bachi, Gênes.

## Sources
- (it) Cet article est partiellement ou en totalité issu de l’article de Wikipédia en italien intitulé « Andrea Ceresola » (voir la liste des auteurs).